# Concordia-Festsäle
Die Concordia-Festsäle waren ein Veranstaltungsort in Berlin-Friedrichshain.

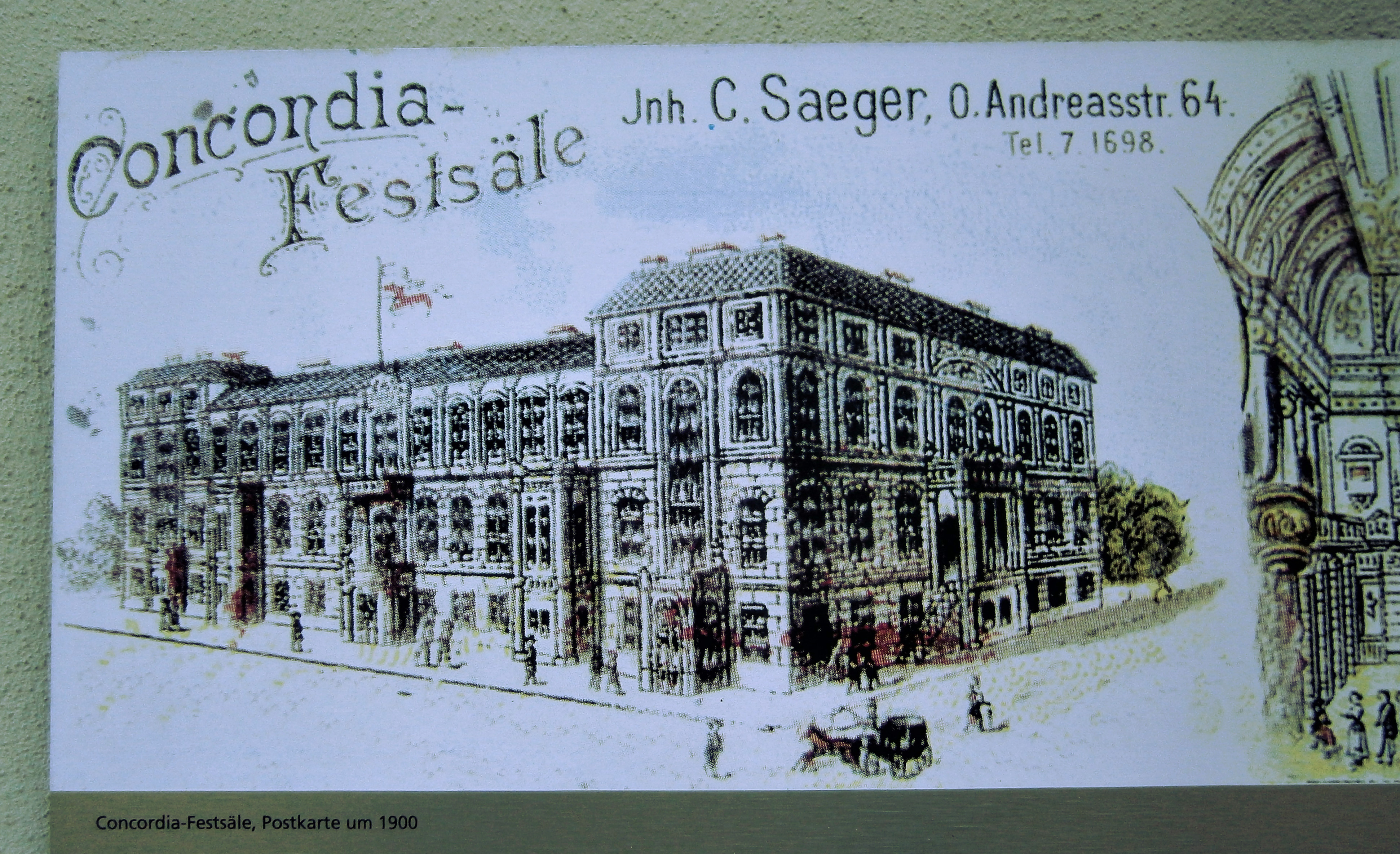
Concordia-Festsäle

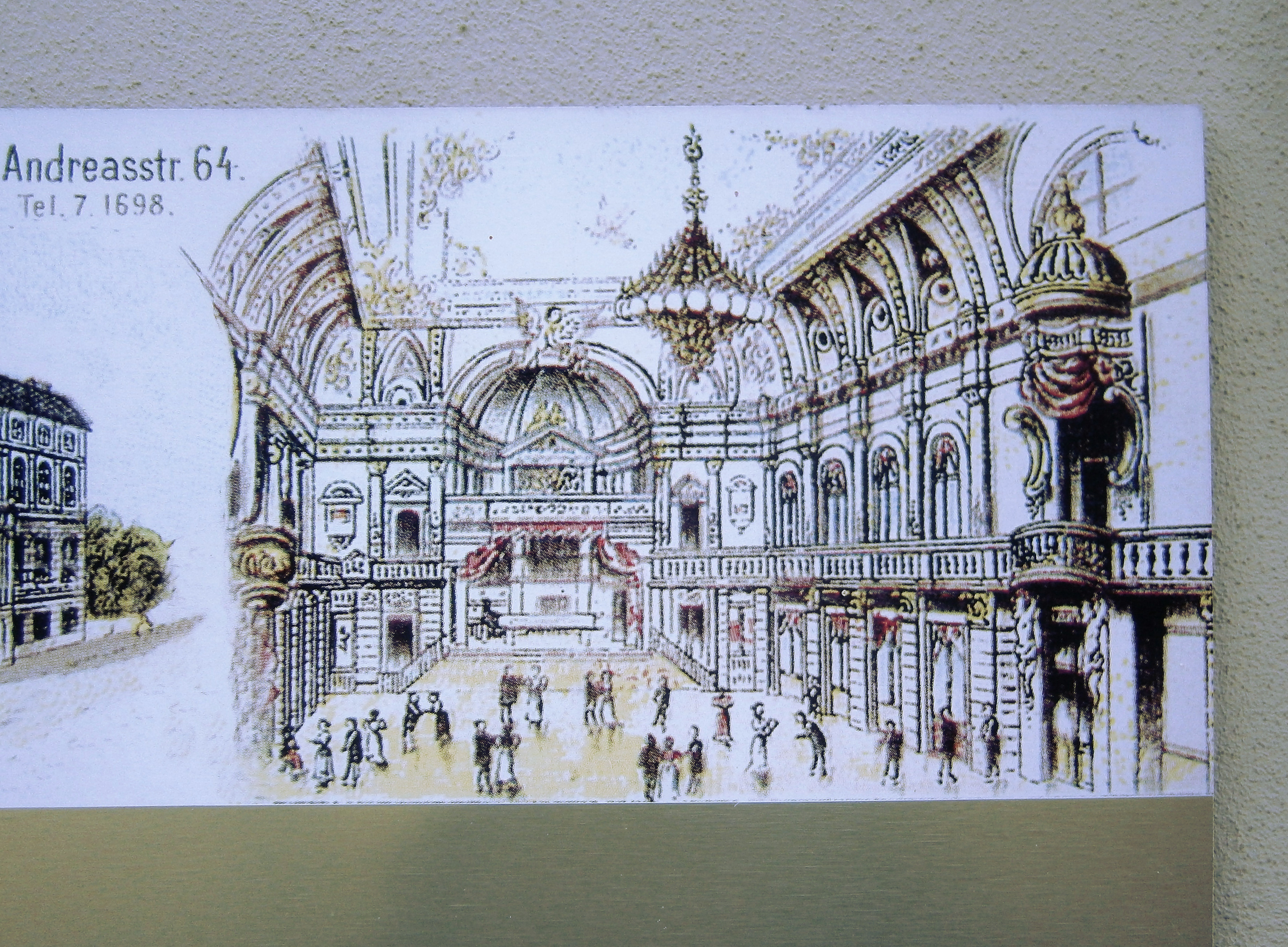
Innenansicht

EBF-Kongress 1908

Die Concordia-Festsäle befanden sich auf dem zweiten Hof des Komplexes von Wohn- und Geschäftshäusern in der Andreasstraße 64. Sie konnten auch von der Krautstraße 38 erreicht werden. Ab 1891 befand sich hier das Innungshaus der Bäckerinnung Concordia.
Die Concordia-Säle waren eine wichtige Versammlungsstätte der Arbeiterbewegung. Vom 14. bis 21. November 1892 fand hier der SPD-Parteitag statt, auf dem u. a. Paul Singer, August Bebel und Wilhelm Liebknecht sprachen. Friedrich Engels sprach hier am 22. September 1893 auf einer Großveranstaltung.
1908 fand hier vom 29. August bis zum 3. September der Gründungskongress der Europäisch-Baptistischen Föderation statt.
1918 wurden die Concordia-Festsäle zu einem Großkino mit über 1000 Plätzen umgebaut. Seit 1930 wurden die Festsäle auch von den Nationalsozialisten für Propagandaveranstaltungen genutzt. 1943 wurden die Festsäle bei einem Bombenangriff zerstört, die Ruinen wurden 1953 abgetragen.
Von dem Gebäudekomplex sind nur noch das jetzt schmucklose Vorderhaus und das erste Hofgebäude erhalten. Lediglich in der zweiten Durchfahrt befinden sich noch Stuckelemente. Eine Gedenktafel erinnert an die Geschichte des Gebäudes.